# Comunitatea Națiunilor
Comunitatea Națiunilor, numit în mod uzual și Commonwealth și cunoscut inițial sub numele de British Commonwealth, este o organizație interguvernamentală a 53 de state membre independente. Exceptând Rwanda și Mozambic, toate aceste țări au făcut parte inițial din Imperiul Britanic, din care acesta din urmă s-a format. 
Nici un guvern al Commonwealthului (britanic sau din altă țară) nu exercită putere unul asupra altuia, așa cum se întâmplă într-o uniune politică. Mai degrabă, relațiile dintre guvernele Comunității sunt unele caracteristice unei organizații internaționale prin care, țările cu diferite condiții sociale, politice și economice sunt tratate ca fiind egale în statut și cooperează într-un cadru al valorilor și obiectivelor comune, așa cum este subliniat în Declarația de la Singapore. Acestea includ promovarea democrației, drepturilor omului, statului de drept, libertății individuale, egalitarismului, comerțului liber, multilateralismului și păcii mondiale.Aceste obiective sunt îndeplinite prin proiecte și întâlniri multilaterale, ca și prin Jocurile Commonwealthului, care au loc o dată la patru ani. Simbolul acestei asociații este regele Carol al III-lea, cunoscută pentru acest motiv ca Șef al Commonwealthului. Această poziție nu-i conferă monarhului britanic nici un fel de putere politică sau executivă asupra statelor membre al Commonwealthului. Această poziție este pur simbolică, șeful executiv al organizației fiind Secretarul General al Commonwealthului. 
Carol al III-lea este de asemenea șeful statului, (separat), a 16 state membre ale Commonwealtului, numite colectiv Regatele Commonwealthului. Cum fiecare regat este independent, Carol al III-lea, ca monarh, deține un titlu distinct pentru fiecare, deși, după conferința premierilor Commonwealthului din 2022, toate includ la sfârșit și pe cel de Șef al Commonwealthului. De exemplu, în cazul Australiei, titlul regal este Charles the Third, by the Grace of God, King of Australia and of His other Realms and Territories, Head of the Commonwealth (Carol al Treilea, prin Voia lui Dumnezeu, Rege al Australiei și al altor Regate și Teritorii ale Sale, Șef al Commonwealthului). În afară de aceste regate, majoritatea membrilor Commonwealthului au propriul lor șef de stat, 32 sunt republici, cinci sunt monarhii cu proprii lor monarhi, (Brunei, Lesotho, Malaezia,  Eswatini și Tonga).

## Istoric

### Origini
Deși are funcțiuni total diferite, Comunitatea este succesorul Imperiului Britanic. Lordul Archibald Primrose, aflat într-o vizită la  Adelaide, Australia în 1884, a fost primul care a descris transformarea Imperiului Britanic ca un „Commonwealth of Nations”. 
Începând cu anul 1887, au fost organizate conferințe ale premierilor britanci și ai coloniilor, ceea ce a dus la crearea a „Conferințelor Imperiale” din deceniul al treilea al secolului al XX-lea. Organizația oficială a Commonwealth a avut la bază tocmai aceste Conferințe Imperiale, în cadrul căreia era recunoscută independența unor colonii autonome și în special a dominioanelor. Jurământul irlandez de loialitate din 1921, includea Statul Liber Irlandez în grupul națiunilor care formau „British Commonwealth of Nations”.  În cadrul Declarației Balfour de la Conferința Imperială din 1926, Regatul Unit și dominioanele sale au căzut de acord că sunt egale ca statut, nesubordonate în niciun fel una alteia sub niciun aspect al vieții lor interne sau al politicii externe, deși sunt unite de loialitatea lor comună față de Coroană, și sunt asociate în mod liber ca membri ai Commonwealthului Britanic al Națiunilor. Aceste relații au devenit oficiale odată cu adoptarea Statutului de la Westminster din 1931.

### Obținerea independenței de către ultimii membri
După încheierea luptelor celui de-al doilea război mondial, Imperiul Britanic a început să se destrame, pe de-o parte datorită creșterii mișcărilor pentru independență din colonii și dominioane și parte datorită greutăților financiare ale Regatului Unit rezultate în urma cheltuielilor uriașe suportate în timpul conflagrației mondiale. Titulatura „British Commonwealth of Nations” a fost schimbată în „Commonwealth of Nations” pentru a reflecta situația care se modifica. Burma (care  și-a obținut independența în 1948, cunoscută și ca Myanmar) și Aden (care  și-a obținut independența în 1967) sunt singurele foste colonii care nu au devenit membre ale Commonwealthului după obținerea independenței. Dintre fostele protectorate și teritorii sub mandatul Ligii Națiunilor, Egiptul (independent din 1922), Irakul (independent din 1932), Transiordania (independenta din 1946), Palestina (care a devenit parte a statului Israel), Sudanul (independent din 1956), Kuweitul (independent din 1961), Bahrainul (independent din 1971), Omanul (independent din 1971), Qatarul (independent din 1971) și Emiratele Arabe Unite (independent din 1971) nu au aderat niciodată la Commonwealth. Republica Irlanda a părăsit Commonwealthul după proclamarea republicii în 1949. Totuși, printr-o lege din 1949 (Ireland Act), Parlamentul Regatului Unit a oferit cetățenilor Republicii Irlanda un statut similar cu cel al restului cetățenilor Commonwealthului.

### Membrii Commonwealthului cu alți șefi de stat decât guvernul britanic
Problema statelor cu o structură constituțională care nu era bazată pe cea a unei coroane comune, dar care doreau să rămână membre ale Commonwealthului, a fost rezolvată în aprilie 1949, la întâlnirea premierilor Commonwealthului de la Londra. India a căzut de acord prin semnarea Declarației de la Londra ca, atunci când va deveni republică în ianuarie 1950, să-l accepte pe suveranul britanic ca „simbol al asociației libere al națiunilor membre independente ale lui [Commonwealthului] și, prin aceasta, ca Șef al Commonwealthului”. În schimb, celelalte membre al Commonwealthului recunoșteau continuitatea calității de membru a Indiei în cadrul asociație. La insistența Pakistanului, cazul Indiei nu a fost considerat unul excepțional și s-a căzut de acord ca și altor state să li se poată acorda același tratament ca și Indiei. 
Declarația de la Londra este considerată drept momentul de început al Commonwealthului modern. India a stabilit un precedent și, alte națiuni care au devenit republici sau au fost proclamate monarhii constituționale, și-au ales alți sefi de stat decât monarhul britanic. 

### Commonwealthul „vechi”, „nou” și „alb”
Odată cu dezvoltarea Commonwealthului, fostele dominioane britanice de până în 1945 au început să fie cunoscute cu numele colectiv de „Vechiul  Commonwealth”, în special după ce, în deceniul al șaptelea, unii dintre ei au încercat să se distanțeze de națiunile sărace, membrii africani și asiatici – „Noul Commonwealth. Acuzațiile conform cărora Vechiul Commonwealth, cel „alb”, are interese diferite față de membrii africani în particular, sau de colonialism și rasism au apărut în special în timpul dezbaterilor încinse despre Rodezia (din deceniile al șaptelea și al optulea) sau cu privire la impunerea de sancțiuni internaționale împotriva apartheidului din Africa de Sud (din deceniul al nouălea). Termenul „Noul Commonwealth” este folosit în Regatul Unit pentru desemnarea țărilor recent care își cuceriseră de curând independența, care erau națiuni ale altor rase decât cea albă și aveau un nivel de dezvoltare economică scăzut. 
În ultimii ani, termenul „Commonwealthul alb” este folosit cu un sens  depreciativ, pentru numirea națiunilor membre bogate, cu populație majoritară albă, care au interese și obiective diferite de cele din Asia și în special din Africa.

## Calitatea de membru

### Criterii de acordare a calității de membru
Criteriile de acordare a calității de membru al Commonwealthului s-au dezvoltat în timp, fiind formalizate într-o serie de documente. Statutul de la Westminster din 1931, documentul fundamental al organizației, cerea ca membrii trebuie să aibă statutul de dominioane. Declarația de la Londra din 1949 schimba această prevedere, permițând republicilor și monarhiilor indigene să acceadă în Commonwealth cu condiția recunoașterii monarhului britanic în funcția de Șef al Commonwealthului.  În perioada de început al decolonizării din deceniul al șaptelea, aceste condiții au fost completate cu o serie de principii politice, economice și sociale. Primul dintre acestea a fost stabilit în anul 1961, când s-a decis ca respectul pentru egalitatea rasială să fie o condiție pentru acordarea calității de membru. Această condiție a dus la retragerea cererii de readmitere a Africii de Sud, (care era cerută date fiind prevederile Declarație de la Londra, în condițiile în care Africa de Sud devenise republică). În Declarația de la Singapore, statele membre își luau obligația promovării păcii mondiale, libertății, drepturilor omului, egalității și comerțului liber.
Aceste criterii nu au avut un caracter obligatoriu pentru două decenii,   până când, în 1991, a fost emisă Declarația de la Harare, care obliga liderii membrilor organizației să aplice principiile de la Singapore pentru încheierea decolonizării, terminarea Războiului Rece și eliminarea politicii de Apartheid din Africa de Sud.  Mecanismele prin care aceste principii urmau să fie aplicate au fost create și modul lor de implementare a fost clarificat în cadrul „Programului de acțiune a Commonwealthului” care a dus la crearea „Grupului Ministerial de Acțiune al Commonwealthului” (CMAG), care avea puterea de decizie asupra calității de membru în lumina principiilor de la Harare.  
De asemenea, în 1995, a fost creat Grupul Interguvernamental pentru finalizarea și codificarea completă a criteriilor pentru admiterea în rândurile membrilor Commonwealthului. Raportul final al acestuia din 1997 a stabilit că orice potențial membru din viitor trebuie să aibă o legătură constituțională directă cu un membru deja existent al organizației.
În plus față de această nouă regulă, regulile mai vechi au fost adunate într-un singur document. Aceste cerințe au rămas neschimbate până în ziua de azi. Astfel, un membru trebuie să: 
- accepte și să se conformeze principiilor de la Harare,
- să fie state suverane,
- să recunoască monarhul Regatelor Commonwealthului statutul de Șef al Commonwealthului,
- să accepte limba engleză ca mijloc de comunicație în organizație,
- să respecte dorința populației față de statutul de membru al Commonwealth.[9]

Aceste cerințe se află într-un proces continuu de revizuire și rapoarte asupra potențialelor amendamente trebuie prezentate Conferinței Șefilor de Guvern al Commonwealthului  Noi membri nu vor fi admiși până în 2009.

### Membrii
Commonwealthul are 53 membri. 

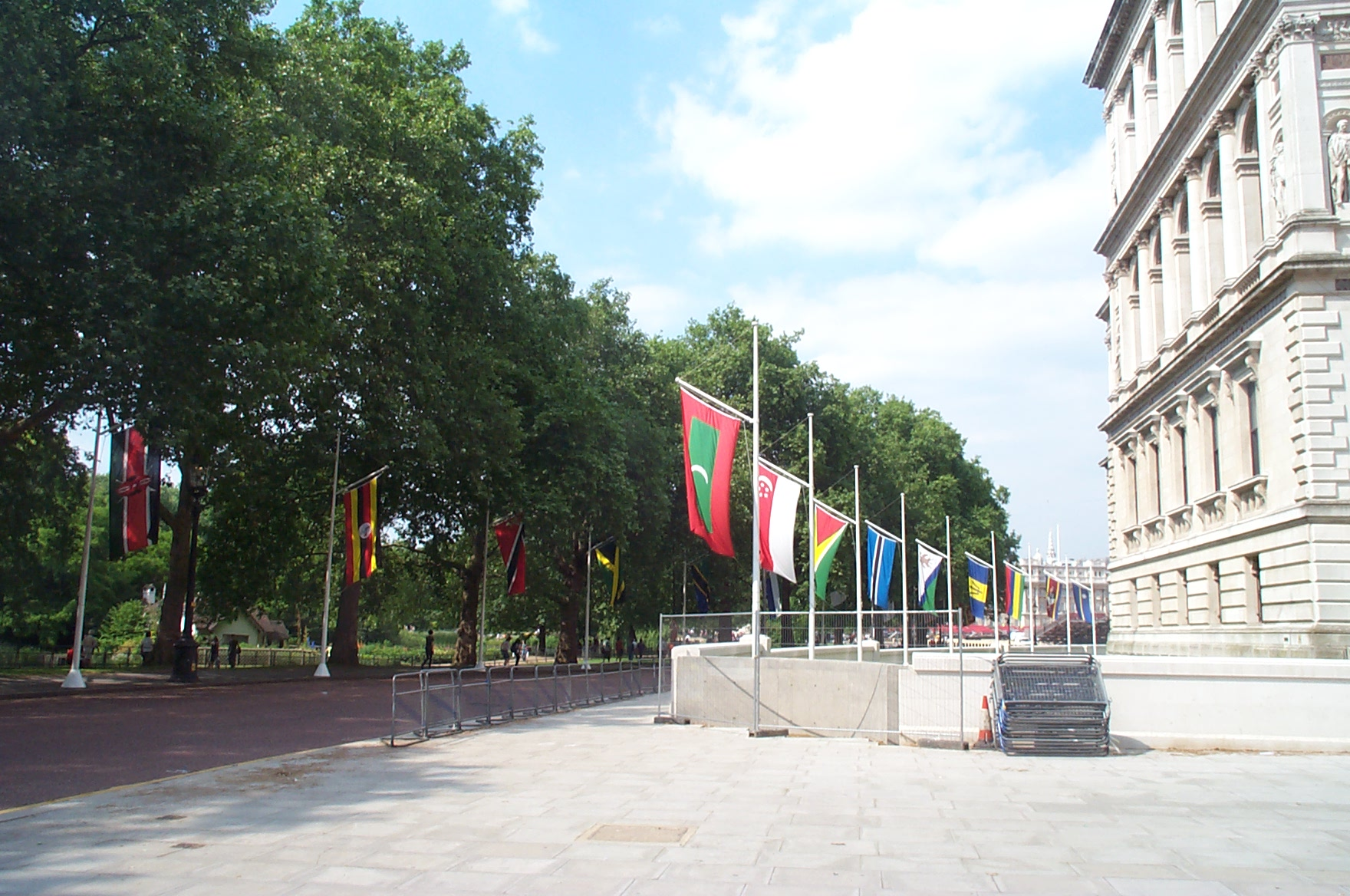
Drapelele membrilor Commonwealthului în fața Ministerului de Externe și Commonwealthului din Londra

Populația combinată a membrilor este de aproximativ 1,5 miliarde de locuitori, aproape o treime din populația globului, fiind de aproape două ori mai mare decât populația Americilor (America de Nord și de Sud. Dintre aceștia, 1,4 miliarde de oameni locuiesc pe subcontinentul Indian, iar 93% din populație trăiește în Africa și Asia. Cele mai mari cinci națiuni ale Commonwealthului din punct de vedere al populației sunt: India (1,1 miliarde), Pakistan (165 milioane), Bangladesh (148 milioane), Nigeria (137 milioane) și  Regatul Unit, (60 milioane). Tuvalu este membrul cu cea mai mică populație – 11.000 de locuitori. 
Suprafața terestră a Commonwealthului este de 31,5 milioane km², sau aproape 21% din suprafața totală a uscatului. Cele mai mari trei națiuni ale Commonwealthului din punct de vedere al suprafeței sunt: Canada cu 10,0 milioane km², Australia cu 7,7 milioane km² și India cu 3,3 milioane km².
Cele mai mari economii ale Commonwealthului, măsurate prin paritatea puterii de  cumpărare sunt India, Regatul Unit și Canada. 
Statutul de „Membru cu restanțe de plată (Member in Arrears)” este folosit pentru desemnarea membrilor cu restanțe la plata subscripțiilor datorate bugetului organizației. Statutul a fost cunoscut și ca „Membru special (Special Membership)”, dar a fost schimbat la recomandarea Comitetului pentru calitatea de membru al Commonwealthului. În momentul de față, doar un membru are restanțe la plata subscripțiilor: Nauru. Nauru a avut statut de Membru special până în 1999, din mai 1999 până în ianuarie 2006 a avut statut de membru cu drepturi depline, pentru ca după 2006 să revină la statutul de Membru special.
Ca regulă generală, orice nou membru trebuie să aibă o legătură constituțională directă cu un membru existent al organizației. În cele mai multe cazuri, membrul în cauză este Regatul Unit, dar unii candidați pot avea legături cu alte state, exclusiv sau mai direct (de exemplu  Samoa cu Noua Zeelandă, Papua Noua Guinee cu Australia și Namibia cu Africa de Sud).  Doar un singur membru al organizației nu a avut niciodată vreo legătură constituțională cu Imperiul Britanic sau cu un membru al Commonwealthului: Mozambicul. Mozambicul, fostă colonie a Portugaliei, a fost admisă în 1995, odată cu readmisia triumfală a Africii de Sud și cu ocazia primelor alegeri democratice din Mozambic. Admiterea Mozambicului a fost destul de controversată, ducând la conceperea liniilor directoare cu privire la calitatea de membru din zilele noastre.

### Candidații
Rwanda (din 2003), Sudanul, Algeria, Madagascarul și Yemenul au cerut să devină membri ai Commonwealthului. Există un anume interes exprimat în privința candidaturii și de către Israel (care a fost administrat de Regatul Unit sub mandatul Ligii Națiunilor)

### Suspendări
În ultimii ani, Commonwealthul a suspendat mai mulți membri din „Consiliile Commonwealthului" pentru eșecul lor în politica de susținere a democrației. Membrii suspendați nu pot fi reprezentați la întâlnirile liderilor și miniștrilor Commonwelathului, deși ei rămân membri ai organizației. 
Fiji, care nu a fost membru al Commonwealthului între 1987 și 1997 ca urmare a unei lovituri de stat republicane, a fost suspendată în perioada 2000–2001 după o nouă lovitură de stat, de această dată militară. Fiji a fost suspendată din nou în decembrie 2006, după o altă lovitură militară de stat. 
Nigeria a fost suspendată între 1995 – 1999. 
Zimbabwe a fost suspendată în 2002 ca urmare a îngrijorării cu privire la politicile electorale și ale reformei agrare ale guvernului lui Robert Mugabe. Zimbabwe s-a retras din organizați în 2003. Federația Rhodesiei și Nyasalandului, care era pe punctul de a fi admisă cu drepturi depline în organizație, nu a mai ajuns să capete acest statut datorită declarației unilaterală de independență a Rhodesiei de Sud din 1965. 
Pakistanul a fost suspendat între 1999 - 2004. Pe 12 noiembrie 2007, ca răspuns la proclamarea stării de urgență, Commonwealtul a dat Pakistanului un termen de 10 zile pentru restaurarea constituției și pentru ridicare stării de urgență, statul asiatic fiind amenințat cu o nouă suspendare.
Pe 22 noiembrie 2007, după expirarea termenului de 10 zile, Pakistanul a fost suspendat din Commonwealth pentru violarea pricipiilor organizației. Grupul ministerial de acțiune al Commonwealtului, care urmărește violările serioase sau de durată ale valorilor și principiilor organizației, a declarat pe 12 mai 2008 ca suspendarea Pakistanului a încetat. 

### Încetarea calității de membru
Dat fiind faptul că statele membre și-au exprimat în mod independent dorința de a deveni membri, numai guvernele naționale pot alege să părăsească Commonwealthul. Pakistanul a părăsit organizația în 1972 protestând împotriva recunoașterea de către Commonwealth a secesiunii Bangladeshului, dar a redevenit membru în 1989. Zimbabwe a părăsit organizația în 2003, când șefii de guvern ai Commonwealthului au refuzat să ridice suspendarea țării pe motiv de violare a drepturilor omului și guvernare abuzivă. 
Deși șefii guvernelor Commonwealthului au dreptul să suspende statele membre, Commonwealthul nu are nicio prevedere cu privire la expulzarea unui stat membru. Totuși, regatele Commonwealthului, care aleg să devină republici, încetează în mod automat să mai fie membri ai organizației, cu excepția obținerii permisiunii din partea celorlalți membri, (ca în cazul Indiei în 1950). Statul Liber Irlandez a părăsit Commonwealthul când s-a autoproclamat republică – 18 aprilie 1949. Datorită faptului că proclamarea republicii irlandeze s-a făcut mai înainte de emiterea Declarației de la Londra, care reglementa cazul Indiei, Irlanda nu a putut rămâne în cadrul organizație. 
Africa de Sud nu a putut rămâne membru al Commonwealthului după proclamarea republicii din 1961 datorită ostilității unora dintre membri, în mod special cei din Africa și Asia, dar și din partea Canadei, care se opuneau cu putere politicii de apartheid. Guvernul sud-african și-a retras cererea de rămânere în cadrul organizației ca republică în momentul în care a devenit clar că la Conferința premierilor Commonwealthului din 1961 o asemenea cerere avea să fie respinsă. Africa de Sud a fost readmisă în Commonwealth în 1994, după încheierea epocii apartheidului la începutul aceluiași an.
Maldive a părăsit Commonwealthul în 1965 după proclamarea independenței față de Regatul Unit. Maldive a fost readmisă în organizație pe 9 iulie 1982.
Fiji și-a proclamat independența în 1987, după o lovitură militară de stat îndreptată împotriva puterii politice a reprezentanților etniei indiene din insulă. Tânăra republică nu a făcut o cerere pentru rămânere în cadrul organizației. După îndepărtarea prevederilor rasiste din constituția republicii în 1997, a fost făcută o cerere de redobândire a statutului de membru.

### Franța
Franța a avut în vedere în deceniul al șaselea o posibilă cerere de admitere în cadrul Commonwealthului, fapt ținut în secret. În condițiile naționalizării Canalului Suez, a revoltelor anticolonialiste și a creșterii tensiunilor dintre Iordania sprijinită de Regatul Unit și Israelul sprijinit de Franța, premierul francez Guy Mollet a considerat că o alianță franco-engleză era o soluție viabilă. Un document britanic din acea perioadă sublinia că Franța era dispusă să accepte o cetățenie comună bazată pe precedentul cu Irlanda. Premierul britanic Anthony Eden a fost împotriva intrării Franței în Commonwealth, iar, un an mai târziu, Franța a semnat Tratatul de la Roma prin care a fost formată Piața Comună, (care avea mai târziu să se transforme în Uniunea Europeană). 

## Obiective și activități
Obiectivele Commonwealthului au fost pentru prima oară subliniate în Declarația de la Singapore în 1971, care a stabilit angajamentul organizației pentru apărarea păcii, șanselor egale, împotriva rasismului, sărăciei, neștiinței de carte și bolilor, pentru promovarea democrației reprezentative, libertății individuale și a comerțului liber.  În timp, au mai fost adăugate obiective precum opoziția față de discriminarea pe bază de sex și rasă (Declarația de la Lusaka din 1979),  sau rezolvarea problemelor ecologice (Declarația de la Langkawi, 1989.  Aceste obiective au fost întărite de Declarația de la Harare din 1991.
Cele mai importante obiective prezente ale Commonwealthului sunt legate de promovarea democrației și dezvoltării în Declarația de la Aso Rock din 2003, declarație care se baza pe documentele de la Singapore și Harare și clarifica termenii de referință. În declarația din 2003 se afirma ca statele membre ale organizației se dedică apărării democrației, bunei guvernări, drepturilor omului, drepturilor omului, egalității dinte oameni și pentru o mai echitabilă împărțire a beneficiilor globalizării.  Pagina oficială a Commonwealthului desemnează ca arii de interes ale organizației democrația, economia, învățământul, rasele, guvernarea, drepturile omului, dreptul, statele mici, sportul,  asigurarea resurselor și tineretul.
Commonwealthul Națiunilor s-a dovedit de-a lungul timpului un forum internațional în cadrul căruia țări puternic dezvoltate (precum Regatul Unit, Australia, Canada, Singapore și Noua Zeelandă) și cele mai sărace națiuni ale lumii au încercat să ajungă la o înțelegere. Consensul a fost de multe ori greu de atins, ca în cazul neînțelegerilor legate de Rhodesia din deceniile al șaptelea și al optulea, sau cele legate de apartheidul din Africa de Sud din deceniul al nouălea, care au dus la o răcire a relațiilor Angliei cu membrii africani ai organizației. 
Deși este un fond benevol separat, guvernele Commonwealthului sprijină „Programul pentru tineret”, o divizie a organizației cu birouri în Gulu (Uganda), Lusaka (Zambia), Chandigarh (India), Georgetown (Guyana) și Honiara (Insulele Solomon).
Fiecare a doua zi de luni din luna martie este sărbătorită ca „Zi a Commonwealthului”.

## Structura

### Șeful Commonwealthului

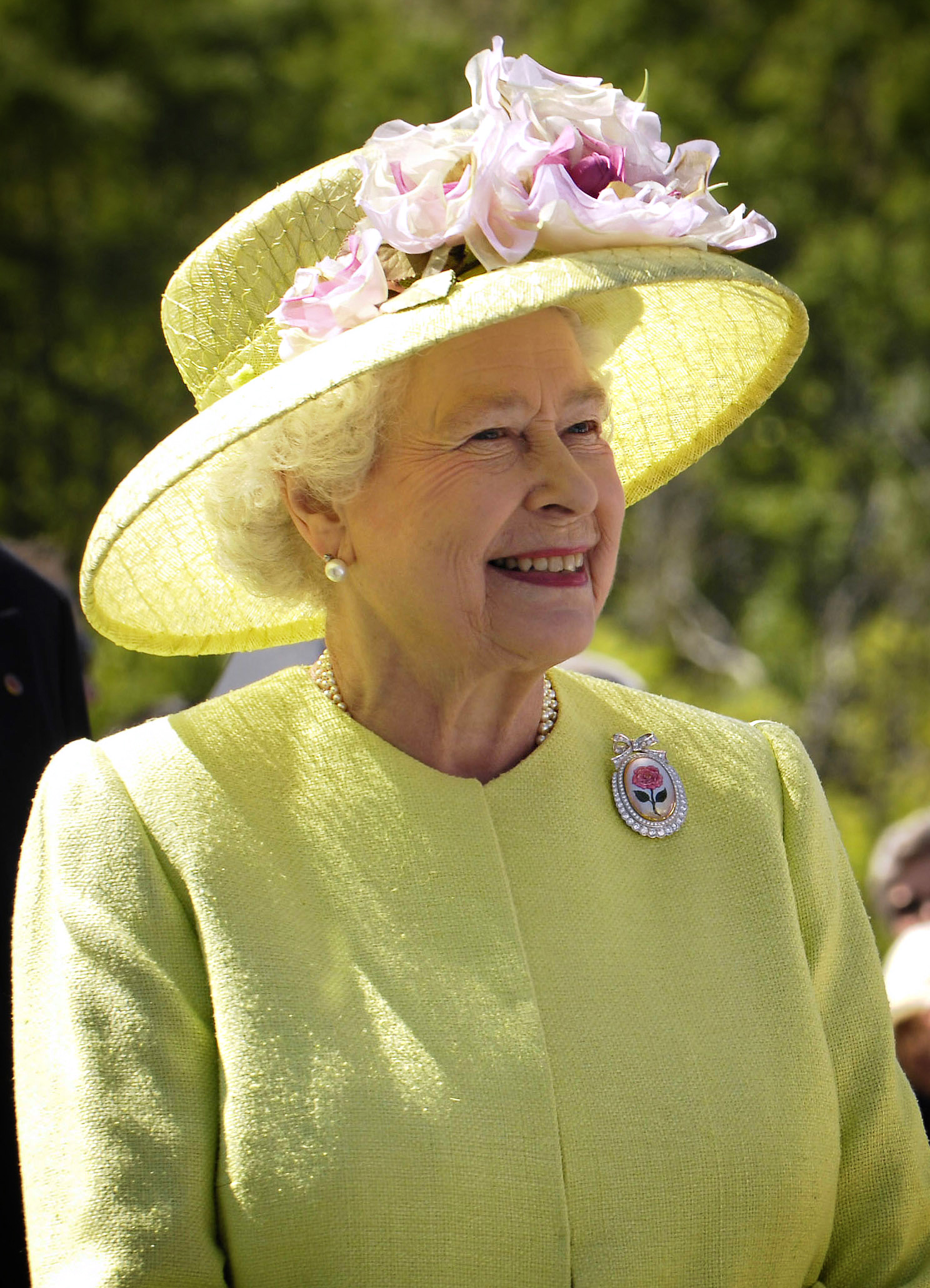
Regina Elisabeta a II-a, „Șeful Commonwealthului”

După cum este specificat în cadrul Declarației de la Londra, Charles al III-lea este „Șeful Commonwealthului”, titlu care este anexat la cel de rege.  La moartea monarhului britanic, succesorul său nu devine automat Șeful Commonwealtului.  Această poziție este pur simbolică, asigurând reprezentarea asociației libere a unor membri independenți.  Mai mulți membri ai organizației (Regatele Commonwealthului) îl recunosc pe monarhul britanic ca șef al statului. Totuși, majoritatea membrilor sunt republici. Există de asemenea câteva monarhii naționale.

### Conferința șefilor de stat și de guvern din Commonwealth
Cel mai important forum de decizie al organizației este „Conferința șefilor de stat și de guvern din Commonwealth” (Commonwealth Heads of Government Meeting, CHOGM), în cadrul căruia, acești lideri naționali se întâlnesc timp de câteva zile ca să discute problemele de interes comun. CHOGM este succesoarea „Conferinței premierilor” și a și mai vechii „Conferințe imperiale”, a căror începuturi datează din 1887. Există întâlniri regulate ale miniștrilor de finanțe, de justiție, ai sănătății, etc. La aceste conferințe participă numai membrii cu drepturi depline.

### Secretariatul Commonwealthului
Secretariatul Commonwealthului, înființat în 1965, este principala agenție interguvernamentală a organizației, care facilitează consultările și cooperarea între membri. 
Secretariatul își are sediul la Londra. Secretariatul organizează summiturile, întâlnirile miniștrilor, întâlnirile consultative și discuțiile tehnice. Ea sprijină politica de dezvoltare și oferă sfaturi cu privire la direcțiile de urmat și facilitează comunicarea între diferitele guverne ale națiunilor membre. De asemenea, secretariatul asigură asistență tehnică guvernelor în dezvoltarea politicilor de dezvoltare socială și economică și sprijină valorile politice fundamentale ale organizației. 
Secretariatul este condus de Secretarul General al Commonwealthului, care este ales pentru cel mult două mandate de câte patru ani fiecare. Împreună cu cei doi adjuncți ai săi, secretarul general conduce diviziile Secretariatului. Pe 1 aprilie 2008, a fost ales în această înaltă funcție Kamalesh Sharma dinIndia, care i-a succedat lui Don McKinnon din Noua Zeelandă (2000–2008). Primul secretar general a fost Arnold Smith din Canada (1965–1975). 

## Organizațiile neguvernamentale ale Commonwealthului

### Fundația Commonwealthului
Fundația Commonwealthului este o organizație interguvernamentală, finanțată de și responsabilă în fața guvernelor naționale membre ale organizației, ghidată fiind de valorile și prioritățile Commonwealthului. Fundația este mandatată să întărească societatea civilă în încercarea de îndeplinire a obiectivelor Commonwealthului: democrație și guvernarea în interesul poporului, respectarea drepturilor omului și lupta împotriva discriminării, eradicarea sărăciei, dezvoltarea societății cu respectarea intereselor oamenilor și promovarea culturii și artei. 
Fundația Commonwealthului a fost înființată în 1965 de către Conferința șefilor de stat și de guverne ai organizației. Fundație este deschisă participării în calitate de membru a tuturor națiunilor din Commonwealth. Sediul fundației se află în Marlborough House, Pall Mall, London și nu mai are alte birouri. Între Secretariat și Fundație se păstrează legături de cooperare.

### Jocurile Commonwealthului
La fiecare patru ani sunt convocate campionatele Commonwealthului, în același an cu Jocurile Olimpice de Iarnă. În afara unor sporturilor olimpice, Jocurile Commonwealthului includ și sporturi specifice națiunilor membre, precum „bowls” și „netball”.

### Commonwealth of Learning
Commonwealth of Learning (COL) este o organizație interguvernamentală creată pentru încurajarea dezvoltării și distribuirea cunoștințelor învățământului deschis și la distanță, a resurselor și tehnologiilor. COL ajută națiunile în curs de dezvoltare să-și îmbunătățească accesul la învățământul și pregătirea profesională de calitate.

### Consiliul de afaceri al Commonwealthului
Commonwealth Business Council (CBC) a fost înființat în 1997, la Conferința șefilor de stat și de guverne din Commonwealth. Scopul acestei organizații a fost crearea unei rețele globale mai eficientă a Commonwealthului care să promoveze comerțul și investițiile globale și să asigure împărțirea mai echitabilă a bunăstării. 
CBC asigură cooperarea între companii și guverne, concentrându-și eforturile în următoarele zone de interes: 
- Îmbunătățirea comerțului
- Mobilitatea investițiilor
- Promovarea „cetățeniei corporative”
- Facilitarea dezvoltării sistemului „tehnologiilor informative și de comunicații pentru dezvoltare”
- Parteneriatul public privat

Consiliul de afaceri al Commonwealthului are un birou în Londra, a cărui atenție este îndreptată asupra industriei tehnologiilor internaționale și a serviciilor globale în întreaga organizație a Commonwealthului.

## Legăturile culturale
Commonwealthul este folositor și prin faptul că, în calitate de organizație internațională, intermediază legăturile culturale dintre cele mai bogate țări și unele dintre cele mai sărace națiuni, cu diverse caracteristici religioase și sociale. Moștenirea comună reprezentată de literatura și limba engleză, sistemul administrativ și legal asemănător, cresc sentimentul apartenenței la organizație. 
În mare parte datorită istoriei lor comune de colonii britanice, numeroase națiuni ale Commonwealthului se caracterizează printr-o serie de tradiții și obiceiuri comune, elemente ale culturii comune. Printre acestea se numără anumite sporturi precum cricketul și rugbyul, sau circulația pe partea stângă, tradițiile parlamentare și juridice și folosirea regulilor ortografice engleze în dauna celor americane. Niciunul dintre obiceiurile și tradițiile enumerate mai sus nu sunt universale în cadrul organizației și nu sunt caracteristice numai Commonwealthului, dar ele sunt mai des întâlnite aici decât în rândul altor națiuni. 
În ultimii ani, modelul Commonwealthului a inspirat inițiative similare din partea Franței, Spaniei sau Portugaliei, care au creat împreună cu fostele colonii și alte state interesate organizații internaționale precum Organisation Internationale de la Francophonie (Organizația Internațională a Francofoniei), the Comunidad Iberoamericana de Naciones (Organziazția Statelor Iberoamericane) și Comunidade dos Países de Língua Portuguesa (Comunitatea Statelor de Limbă Portugheză).  Liga Arabă, o asociație similară cu Commonwealthul, a fost fondată în 1945 și țările membre și observatorii (cu excepția Indiei) folosesc ca limbă oficială araba.

### Literatura
În timpul stăpânirii britanice și după obținerea independenței statelor membre ale organizație a fost produs și un mare volum de lucrări literare în mai multe limbi: literatura Commonwealthului. A fost înființată „Asociația Commonwealthului pentru Literatură și Studii Lingvistice” (ACLALS) (ACLALS). ACLALS organizează o conferință internațională o dată la trei ani. 
În 1987, Fundația Commonwealthului a înființat Premiul literar al Commonwealthului.

## Uniunea Commonwealthului
Există două mișcări care promovează ideea formării unei Uniuni a Commonwealthului.. Una dintre ele propune formarea unei uniuni similare cu Uniunea Europeană, deschisă participării doar membrilor actuali ai Commonwealthului Națiunilor cu un Indice al dezvoltării umane ridicat. Cealaltă propunere vizează o formă de guvernare de tip EU, care să asigure o coordonare destul de liberă a politicilor guvernamentale, printre care comerțul și apărarea. 
Unul dintre partidele mici britanice, United Kingdom Independence Party, a propus la rândul lui o zonă de comerț liber a Commonwealthului, ca o alternativă la UE. Această zonă economică ar trebui să fie deschisă tuturor membrilor Commonwealthului..